# Andrzej Pleszczyński
Andrzej Pleszczyński (ur. 1963) – polski historyk, mediewista, profesor nauk humanistycznych.
Specjalizuje się w historii średniowiecznej i historii powszechnej. Studia historyczne na Uniwersytecie Marii Curie-Skłodowskiej w Lublinie ukończył w 1987. W 1998 obronił doktorat, a w późniejszym okresie habilitację. Tytuł naukowy profesora uzyskał w 2018. 
Pełni funkcję kierownika Zakładu Historii Powszechnej Średniowiecznej w Instytucie Historii Uniwersytetu Marii Curie-Skłodowskiej. 

## Autorskie publikacje monograficzne
- Przestrzeń i polityka : studium rezydencji władcy wcześniejszego średniowiecza : przykład czeskiego Wyszehradu (2000)
- Niemcy wobec pierwszej monarchii piastowskiej (963-1034) : narodziny stereotypu : postrzeganie i cywilizacyjna klasyfikacja władców Polski i ich kraju (1999)
- Historia communitatem facit : struktura narracji tworzących tożsamości grupowe w średniowieczu (2016; wraz z Joanną Sobiesiak, Karolem Szejgiecem, Michałem Tomaszkiem i Przemysławem Tyszką)
- Przekazy niemieckie o Polsce i jej mieszkańcach w okresie panowania Piastów (2016)